# Пробисвет (ТВ серија)
„Пробисвет” је југословенска телевизијска серија снимљена 1967. године у продукцији Телевизије Београд.

## Епизоде
| Сезона | Епизода | Назив                 | Датум          |
| ------ | ------- | --------------------- | -------------- |
| 1      | 1       | Дубоки су корени      | 20. јула 1967. |
| 1      | 2       | Викенд у прошлост     | 27. јула 1967. |
| 1      | 3       | Сви хоће да се жене   | 3. јула 1967.  |
| 1      | 4       | У 2017—тој години     | 10. јула 1967. |
| 1      | 5       | Бункераши             | 17. јула 1967. |
| 1      | 6       | Миш или тако нешто    | 24. јула 1967. |
| 1      | 7       | Велика месечева тајна | 31. јула 1967. |

## Улоге
| Глумац                     | Улога                |
| -------------------------- | -------------------- |
| Мија Алексић               | Пакарел (7 еп. 1967) |
| Љубомир Дидић              | (7 еп. 1967)         |
| Драгутин Добричанин        | (6 еп. 1967)         |
| Оливера Марковић           | (5 еп. 1967)         |
| Васа Пантелић              | (5 еп. 1967)         |
| Дара Чаленић               | (4 еп. 1967)         |
| Иван Јагодић               | (4 еп. 1967)         |
| Ингрид Лотариус            | (4 еп. 1967)         |
| Бранка Веселиновић         | (4 еп. 1967)         |
| Соња Хлебш                 | (3 еп. 1967)         |
| Драгољуб Милосављевић Гула | (3 еп. 1967)         |
| Михајло Бата Паскаљевић    | (3 еп. 1967)         |
| Северин Бијелић            | (2 еп. 1967)         |
| Јелица Бјели               | (2 еп. 1967)         |
| Вера Чукић                 | (2 еп. 1967)         |
| Зуко Џумхур                | (2 еп. 1967)         |
| Зоран Лонгиновић           | (2 еп. 1967)         |
| Мирко Милисављевић         | (2 еп. 1967)         |
| Никола Симић               | (2 еп. 1967)         |

 Остале улоге  ▼
| Глумац                 | Улога        |
| ---------------------- | ------------ |
| Ружица Сокић           | (2 еп. 1967) |
| Бора Тодоровић         | (2 еп. 1967) |
| Жика Живуловић         | (2 еп. 1967) |
| Јован Антић            | (1 еп. 1967) |
| Мира Бањац             | (1 еп. 1967) |
| Радмило Ћурчић         | (1 еп. 1967) |
| Иван Хајтл             | (1 еп. 1967) |
| Бранислав Цига Јеринић | (1 еп. 1967) |
| Петар Краљ             | (1 еп. 1967) |
| Ташко Начић            | (1 еп. 1967) |
| Ђорђе Ненадовић        | (1 еп. 1967) |
| Тихомир Плескоњић      | (1 еп. 1967) |
| Марица Поповић         | (1 еп. 1967) |
| Стеван Шалајић         | (1 еп. 1967) |
| Љубица Секулић         | (1 еп. 1967) |
| Данило Бата Стојковић  | (1 еп. 1967) |
| Бранка Зорић           | (1 еп. 1967) |

Комплетна ТВ екипа  ▼
| Редитељ     | Јован Коњовић       | (7 еп. 1967) |
| Сценариста  | Марин Држић         | (1 еп. 1967) |
| Сценариста  | Зуко Џумхур         | (7 еп. 1967) |
| Сценариста  | Жорж Фејдо          | (1 еп. 1967) |
| Сценариста  | Николај Гогољ       | (1 еп. 1967) |
| Сценариста  | Владимир Мајаковски | (1 еп. 1967) |
| Сценариста  | Славомир Мрожек     | (1 еп. 1967) |
| Сценариста  | Бранислав Нушић     | (1 еп. 1967) |
| Сценариста  | Вилијам Шекспир     | (1 еп. 1967) |
| Сценариста  | Жика Живуловић      | (7 еп. 1967) |
| Костимограф | Љиљана Драговић     | (7 еп. 1967) |